# Tage Danielsson
Pour les articles homonymes, voir Danielsson.
Tage Danielsson, né le 5 février 1928 à Linköping et mort le 13 octobre 1985 à Stockholm, est un humoriste, acteur, scénariste et réalisateur suédois.

## Biographie
Tage Danielsson est notamment connu pour être l'un des membres, avec Hans Alfredson, du duo comique suédois Hasse et Tage.

## Filmographie partielle

### Réalisateur
- 1965 : Att angöra en brygga
- 1971 : Äppelkriget
- 1972 : Mannen som slutade röka
- 1975 : Släpp fångarne loss, det är vår!
- 1978 : Les Folles Aventures de Picasso (Picassos äventyr)
- 1984 : Ronja Rövardotter

## Récompenses
- Guldbagge Award du meilleur film 1972 pour Äppelkriget
- Guldbagge Award du meilleur film 1976 pour Släpp fångarne loss, det är vår!
- Guldbagge Award du meilleur film 1978 pour Les Folles Aventures de Picasso